# Конуэй (округ)
Конуэй (англ. Conway County) — округ, расположенный в штате Арканзас, США с населением в 20336 человек по статистическим данным переписи 2000 года. Столица округа находится в городе Моррилтон.
Округ Конуэй был сформирован 20 октября 1825 года из части округа Пьюласки и получил своё название в честь бывшего делегата Палаты представителей Конгресса США от штата Арканзас Генри Уортона Конуэя.

## География
По данным Бюро переписи населения США округ Конуэй имеет общую площадь в 1469 квадратных километров, из которых 1440 кв. километров занимает земля и 28 кв. километров — вода. Площадь водных ресурсов округа составляет 1,85 % от всей его площади.

### Соседние округа
- Ван-Бьюрен — север
- Фолкнер — восток
- Перри — юг
- Йелл — юго-запад
- Поп — запад

## Демография

Диаграмма распределения населения округа по возрастным диапазонам. Данные переписи 2000 года

По данным переписи населения 2000 года в округе Конуэй проживало 20 336 человек, 5 736 семей, насчитывалось 7 967 домашних хозяйств и 9 028 жилых домов. Средняя плотность населения составляла 14 человек на один квадратный километр. Расовый состав округа по данным переписи распределился следующим образом: 84,27 % белых, 13,05 % чёрных или афроамериканцев, 0,50 % коренных американцев, 0,23 % азиатов, 0,03 % выходцев с тихоокеанских островов, 1,18 % смешанных рас, 0,74 % — других народностей. Испано- и латиноамериканцы составили 1,77 % от всех жителей округа.
Из 7 967 домашних хозяйств в 31,40 % — воспитывали детей в возрасте до 18 лет, 56,70 % представляли собой совместно проживающие супружеские пары, в 11,50 % семей женщины проживали без мужей, 28,00 % не имели семей. 25,40 % от общего числа семей на момент переписи жили самостоятельно, при этом 12,10 % составили одинокие пожилые люди в возрасте 65 лет и старше. Средний размер домашнего хозяйства составил 2,51 человек, а средний размер семьи — 2,99 человек.
Население округа по возрастному диапазону по данным переписи 2000 года распределилось следующим образом: 25,40 % — жители младше 18 лет, 8,30 % — между 18 и 24 годами, 26,70 % — от 25 до 44 лет, 23,50 % — от 45 до 64 лет и 16,10 % — в возрасте 65 лет и старше. Средний возраст жителей округа составил 38 лет. На каждые 100 женщин в округе приходилось 94,40 мужчин, при этом на каждых сто женщин 18 лет и старше приходилось 91,50 мужчин также старше 18 лет.
Средний доход на одно домашнее хозяйство в округе составил 31 209 долларов США, а средний доход на одну семью в округе — 38 179 долларов. При этом мужчины имели средний доход в 28 199 долларов США в год против 20 134 долларов США среднегодового дохода у женщин. Доход на душу населения в округе составил 16 056 долларов США в год. 12,20 % от всего числа семей в округе и 16,10 % от всей численности населения находилось на момент переписи населения за чертой бедности, при этом 21,90 % из них были моложе 18 лет и 13,10 % — в возрасте 65 лет и старше.

## Главные автодороги
- I-40
- US 64
- AR 9
- AR 92
- AR 95
- AR 124
- AR 154

## Населённые пункты
- Блекуэлл
- Лэнти — немуниципальный
- Менифи
- Моррилтон
- Оппело
- Пламервилл
- Сентер-Ридж — немуниципальный
- Солгоачиа — немуниципальный
- Формоса